# Andreu Puig
Andreu Puig (Vic, segle xvii – ?) fou matemàtic que va treballar com a professor de matemàtiques a Barcelona. Va ser autor d'una Aritmètica especulativa que va gaudir de molta requesta a l'època.
Aquesta obra, escrita amb un llenguatge retòric més propi de les aritmètiques del segle xvi que no pas de les del xvii, es divideix en sis llibres. Al primer hi trobem un recull de definicions i proposicions que formen part dels llibres VII, VIII i IX dels Elements d'Euclides; al segon s'aborden les qüestions relacionades amb el canvi de moneda; al tercer es tracta la regla de tres (simple i composta) i es resolen problemes de regla de companyia, arrendaments, testaments, al·ligacions, barates, etc.; al quart s'expliquen les progressions, es resolen problemes amb la regla de falsa posició i es donen les regles per calcular arrels quadrades i cúbiques; el cinquè llibre s'anomena Álgebra racional, i s'hi ensenya a sumar i multiplicar polinomis, es resolen problemes de proporcionalitat entre nombres i es dona un algorisme per trobar arrels aproximades d'equacions polinòmiques, i, per acabar, en el sisè llibre s'expliquen algunes de les proposicions del llibre X dels Elements d'Euclides —cosa poc habitual a les aritmètiques espanyoles del segle xvii— que tracten de la quantitat irracional.

## Obres
- Arithmetica especulativa, y practica y arte de algebra: en la qual se contiene todo lo que pertenece al arte menor, ò mercantil, y à las dos algebras, racional è irracional, con la explicación de todas las proposiciones, y problemas de los libros quinto, septimo, octavo, nono y dezimo del principe de la mathematica Euclides. N'existeixen diverses edicions, totes fetes a Barcelona, per Antoni Lacavalleria (1672), Rafel Figueró (1711 i 1715), Josep Giralt (1715) i Joan Jolis (1745). També se'n va publicar una edició facsímil per l'editorial Maxtor a Valladolid el 2001.